# Pierre Fatou

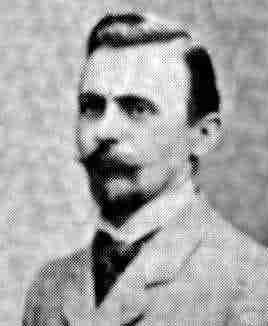
Pierre Fatou

Pierre Joseph Louis Fatou (n. 28 februarie 1878 - d. 10 august 1929) a fost un matematician și astronom francez.
Este cunoscut pentru diversele contribuții în domeniul analizei matematice.
Astfel, lema lui Fatou și mulțimea lui Fatou îi poartă numele.
A efectuat numeroase cercetări în domeniul teoriei funcțiilor, deomstrând care sunt funcțiile analitice corespunzătoare unei suprafețe Riemann date, teorie care a fost generalizată de matematicianul român Corneliu Constantinescu.